# Rajella bigelowi
Rajella bigelowi är en rockeart som först beskrevs av Stehmann 1978.  Rajella bigelowi ingår i släktet Rajella och familjen egentliga rockor. IUCN kategoriserar arten globalt som livskraftig. Inga underarter finns listade i Catalogue of Life.